# Makary (Dulufakis)
Makary, imię świeckie Dimitrios Dulufakis (ur. 1961 w Dafni) – grecki duchowny prawosławny w jurysdykcji Patriarchatu Konstantynopola, od 2000 metropolita Gortyny i Arkadii w Autonomicznym Kościele Krety.

## Życiorys
W 1985 przyjął święcenia diakonatu, a w 1987 prezbiteratu. 8 października 2000 otrzymał chirotonię biskupią jako wikariusz arcybiskupstwa Krety, ze stolicą tytularną w Knossos. W 2005 został mianowany na metropolitę Gortyny i Arkadii.